# Eumichtis lichenea
Polymixis lichenea là một loài bướm đêm trong họ Noctuidae.

## Hình ảnh

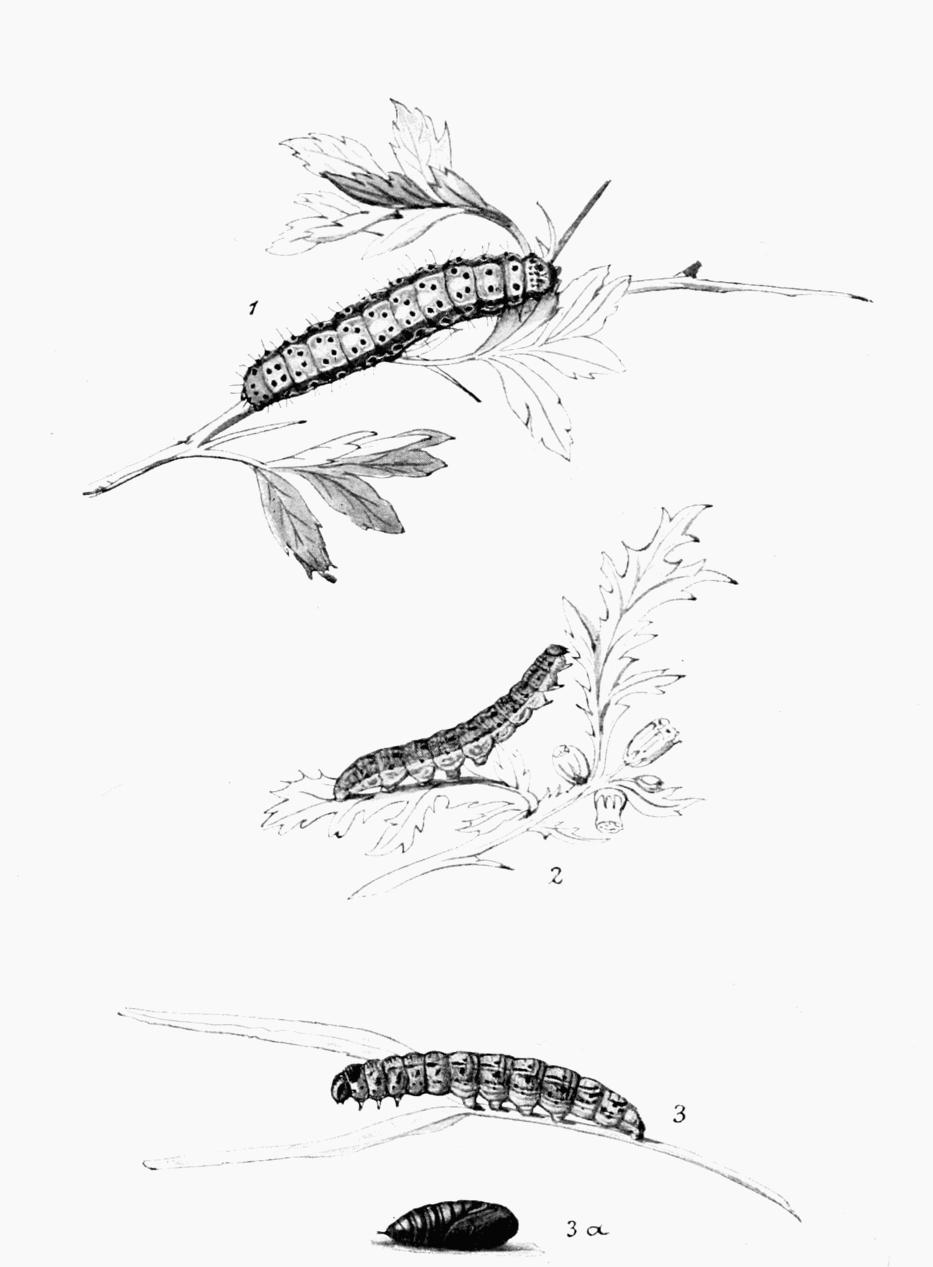
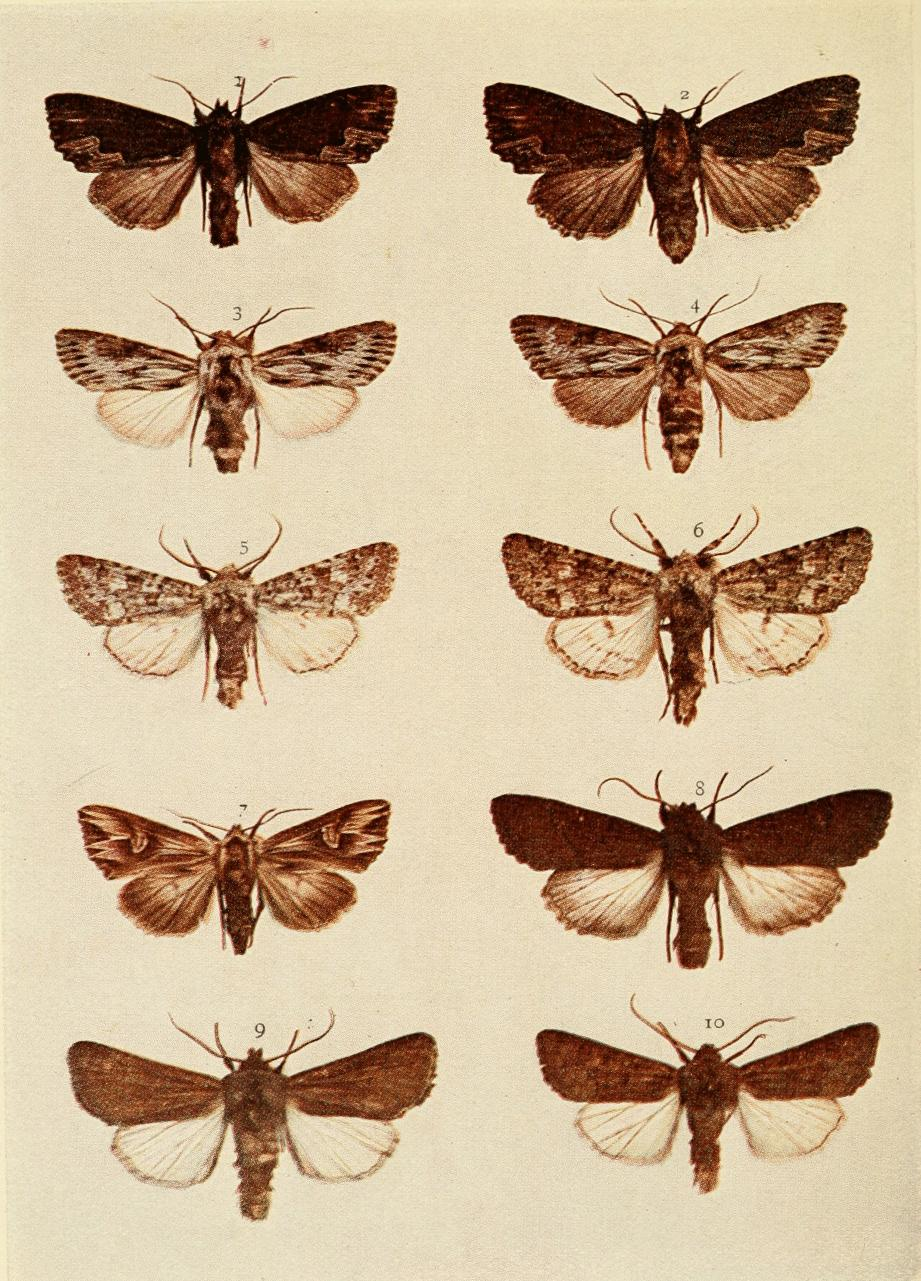